# Mikhail Yuryevich Teplinsky
Mikhail Yuryevich Teplinsky (tiếng Nga: Михаил Юрьевич Теплинский; sinh ngày 9 tháng 1 năm 1969) là một tướng lĩnh quân đội Nga. Kể từ tháng 2 năm 2023, ông giữ quân hàm thượng tướng và là Tư lệnh Lực lượng Dù Nga kể từ tháng 6 năm 2022. Ông được phong tặng danh hiệu Anh hùng Liên bang Nga năm 1995.

## Thân thế và sự nghiệp
Mikhail Teplinsky sinh ngày 9 tháng 1 năm 1969 tại Mospyne, nơi lúc bấy giờ là Cộng hòa xã hội chủ nghĩa Xô viết Ukraine, thuộc Liên Xô. Ông học Trường Cao đẳng Chỉ huy Nhảy dù Ryazan từ năm 1987 đến năm 1991. Ra trường, ông phục vụ trong Sư đoàn Dù Cận vệ 106 đóng tại Tula. Ông chỉ huy một trung đội trinh sát trên không và sau đó là một đại đội trinh sát của Trung đoàn Dù cận vệ 137. Từ năm 1992 đến 1993, ông tham gia các hoạt động của Nga ở Transnistria. Từ tháng 12 năm 1994 đến tháng 3 năm 1995, ông tham gia Chiến tranh Chechnya lần thứ nhất. Ông đã thể hiện mình trong các trận chiến khi băng qua sông Sunzha. Trong trận đó, Thượng úy Teplinsky đã loại khỏi vòng chiến đấu khoảng 30 chiến binh. Vì lòng dũng cảm và chủ nghĩa anh hùng thể hiện trong quá trình thực hiện một nhiệm vụ đặc biệt, theo sắc lệnh của Tổng thống Nga ngày 1 tháng 3 năm 1995, Thượng úy Teplinsky đã được phong tặng danh hiệu Anh hùng Liên bang Nga. Khi còn ở Chechnya, anh được thăng cấp bậc và chức vụ: anh trở thành đại úy và trưởng ban quân báo của trung đoàn nhảy dù.
Năm 1999, Teplinsky tốt nghiệp Học viện Vũ trang Liên hợp của Lực lượng Vũ trang Nga. Ông nắm quyền chỉ huy một tiểu đoàn lính dù vào năm đó và tiếp tục chiến đấu trong Chiến tranh Chechnya lần thứ hai. Được chuyển đến Sư đoàn Dù cận vệ 76 ở Pskov, ông làm tham mưu trưởng kiêm chỉ huy trưởng Trung đoàn Dù cận vệ 234 của Biển Đen. Ông trở thành Thượng tá năm 2002. Tháng 10 năm 2002, ông được bổ nhiệm làm Phó Tư lệnh Sư đoàn Dù Cận vệ 76, và từ năm 2003, ông là Tham mưu trưởng.
Năm 2007, Teplinsky tốt nghiệp Học viện Quân sự của Bộ Tổng tham mưu Lực lượng Vũ trang Nga. Tháng 6 năm 2007, ông được bổ nhiệm làm người đứng đầu Trung tâm Huấn luyện Quân khu Cận vệ 212 Vienna được đặt theo tên của Anh hùng Liên Xô, Trung tướng I. N. Russiyanov (Quân khu Sibir, Tỉnh Chita). Từ tháng 6 năm 2009, ông là Tham mưu trưởng - Phó Tư lệnh thứ nhất của Tập đoàn quân binh chủng hợp thành Cận vệ số 20 của Quân khu Tây ở Mulino, tỉnh Nizhny Novgorod. Teplinsky được thăng hàm Thiếu tướng vào năm 2012.
Vào ngày 19 tháng 2 năm 2013, Teplinsky trở thành Tư lệnh của Tập đoàn quân binh chủng hợp thành số 36 của Quân khu Đông, và trở thành trung tướng vào ngày 13 tháng 12 năm 2014. Vào tháng 5 năm 2015, ông được bổ nhiệm làm tham mưu trưởng lực lượng lính dù trong Quân khu Nam.
Theo Tổng cục Tình báo của Bộ Quốc phòng Ukraine, Teplinksy đã hỗ trợ cho các lực lượng vũ trang của Cộng hòa Nhân dân Donetsk và Luhansk tự xưng.
Ngày 14 tháng 3 năm 2017, theo sắc lệnh của Tổng thống Nga, Teplinsky được bổ nhiệm làm Tham mưu trưởng - Phó Tư lệnh thứ nhất Quân khu Nam. Ngày 5 tháng 4 năm 2019, Teplinsky được bổ nhiệm làm Tham mưu trưởng - Phó Tư lệnh thứ nhất Quân khu Trung tâm. Theo Nghị định của Tổng thống Nga vào tháng 12 năm 2021, Teplinsky được thăng hàm Thượng tướng. Vào tháng 6 năm 2022, Teplinksy được bổ nhiệm làm Tư lệnh Lực lượng Dù Nga.
Cuối tháng 10 năm 2023, ông được giao kiêm chỉ huy cánh quân Dniepr ở mặt trận Kherson, Ukraina.

## Bị trừng phạt
Kể từ ngày 13 tháng 12 năm 2022, Teplinsky chịu lệnh trừng phạt của Anh.